# 道森鎮區 (密蘇里州費爾普斯縣)
道森鎮區（英語：Dawson Township）是位於美國密蘇里州費爾普斯縣的一個行政鎮區。

## 地方資料
道森鎮區的面積為106.46平方千米，當中陸地面積為105.99平方千米，而水域面積為0.46平方千米。根據2020年美國人口普查的數據，當地共有人口844人，而人口密度為每平方千米7.93人。